# Daniel Ozmo
Daniel Ozmo (Olovo, 1912. március 14. – Jasenovaci koncentrációs tábor, 1942. szeptember 5.) zsidó származású bosznia-hercegovinai festőművész.

## Élete és munkássága
Daniel Ozmo szegény zsidó családban született Olovoban, gyermek- és ifjúkorát Szarajevóban töltötte. 1934-ben végzett a belgrádi művészeti főiskolán, Ljubo Ivanović osztályában. Ezután rövid ideig tanárként dolgozott Szarajevóban az 1-es számú gimnáziumban. Fiatal festőtársaival megalapította a „Mladost” festőcsoportot. Az 1934-es diploma megszerzésétől 1941-es letartóztatásáig és 1942-ben a jasenovaci táborban történt haláláig eredeti hivatását háttérbe szorítva szobrászattal, rajzzal, festészettel és grafikával foglalkozott, amely rövid alkotói élete második felében már fő elfoglaltságává vált. Olajjal és akvarellel dolgozott, és linómetszetű képeket készített a boszniai erdőkről, de lerajzolta a jasenovaci táborlakókat is. Műveinek nagy része eltűnt vagy megsemmisült. Csak pár olaj és néhány akvarell maradt meg, amiből arra lehet következtetni, hogy a költői realizmus stílusában festett. Szobrászattal is foglalkozott. A második világháború előtt Szarajevóban a művészet iránt elkötelezett társadalmi élet főszereplője volt. 1941-ben letartóztatták, és a jasenovaci táborba deportálták, ahol „lázító hírek terjesztése” ürügyén kivégezték. Ozmo Vojo Dimitrijević, Ismet Mujezinović, Roman Petrović és Mica Todorović mellett az egyik legjelentősebb boszniai-hercegovinai képzőművész volt. 
Fő témája a munkásélet volt, ahol a munkafolyamat különböző szakaszait, magukat a munkásokat és a munkahelyeket, gyárakat, fűrésztelepeket ábrázolta. Motívumai és témái közvetlenül az életből származnak. Jajcén, Olovoban és a környező erdőkben követte a munkásokat, és velük lakott. Megrajzolta a kunyhóikat, ahol fapadokon alszanak, részt vett a fakivágásban, rönkszállításban, követte és rögzítette a fűrésztelepi munkát. Az erdei munkások élete iránti érdeklődése kezdetben az égető kemencéknél dolgozókéhoz volt hasonló volt, aztán kiterjedtségével és az Ozmo formálta különciklusként végül ez a téma került fokozatosan előtérbe, melyet 1939-ben teljességével „Iz bosanskih šuma” címmel publikált. Ez a téma ekkor jelenik meg először így kidolgozva, Ozmo számára pedig életművének és rövid életének megkoronázását jelentette. Kiadásával Ozmo művészként és haladó értelmiségiként formálta a gondolkodást és a kifejezésmódot. 1937-ig készült „Önarcképe” Bosznia-Hercegovinában ennek az időszaknak a talán legjobb grafikai teljesítménye. Rajta mutatta be, hogy hogyan tudja kifejezni, formálni az emberi alakot, egyéni értékeit, hogyan valósította meg egyedi módon, ilyen egyszerű formában a plasztikus, szobrászati és grafikai elemek kombinációját. Önarcképét az akkori grafikai és művészeti törekvések mintájává, alakját pedig a szenvedés következő napjainak, éveinek jelképévé és előérzetévé varázsolta.

## Fennmaradt művei
- Autoportret (linómetszet)
- Noćni život
- Mapa grafika iz Bosanskih šuma, 1939.
- Povratak
- Zatočenik ustaškog logora Jasenovca (ceruzarajz)
- Pogled iz Jasenovca (akvarell)

## Fordítás
Ez a szócikk részben vagy egészben  a   Daniel Ozmo című horvát Wikipédia-szócikk ezen változatának fordításán alapul.  Az eredeti cikk szerkesztőit annak laptörténete sorolja fel. Ez a jelzés csupán a megfogalmazás eredetét és a szerzői jogokat jelzi, nem szolgál a cikkben szereplő információk forrásmegjelöléseként.